# Rondbreien

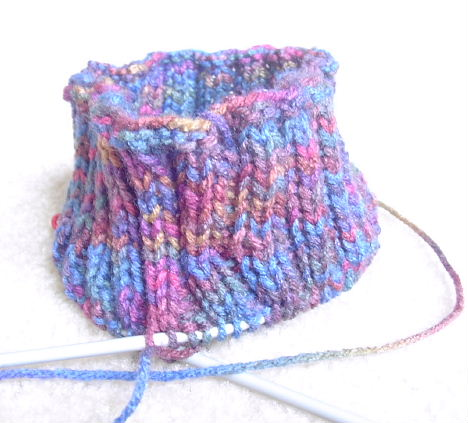
Rondbreien van een boord (2 recht, 2 averecht) met een rondbreinaald

Rondbreien is een breitechniek waarbij in het rond wordt gebreid met meerdere breinaalden zonder kop of met een of twee rondbreinaalden. Na het opzetten worden de steken met behulp van de rondbreinaalden aan elkaar verbonden waardoor een "koker" ontstaat in plaats van een traditionele rechte lap. Bij rondbreien ontstaan geen naden, omdat het eindproduct later niet aan elkaar genaaid hoeft te worden. Traditioneel wordt rondbreien daarom vooral veel voor sokken en handschoenen gebruikt. Maar met de techniek kunnen ook hoeden of truien gebreid worden.
Het breiwerk ligt met een rondbreinaald steeds met dezelfde zijde voor. Daardoor kan de breier - wanneer er geen patroon ingebreid wordt - vooral recht breien, hetgeen de meeste mensen sneller kunnen dan averecht. Maar uiteraard zijn variaties van steken mogelijk. De meeste rondbreipatronen waarbij in het rond wordt gebreid worden beschreven voor het breien op vier breinaalden. 

## Machinaal

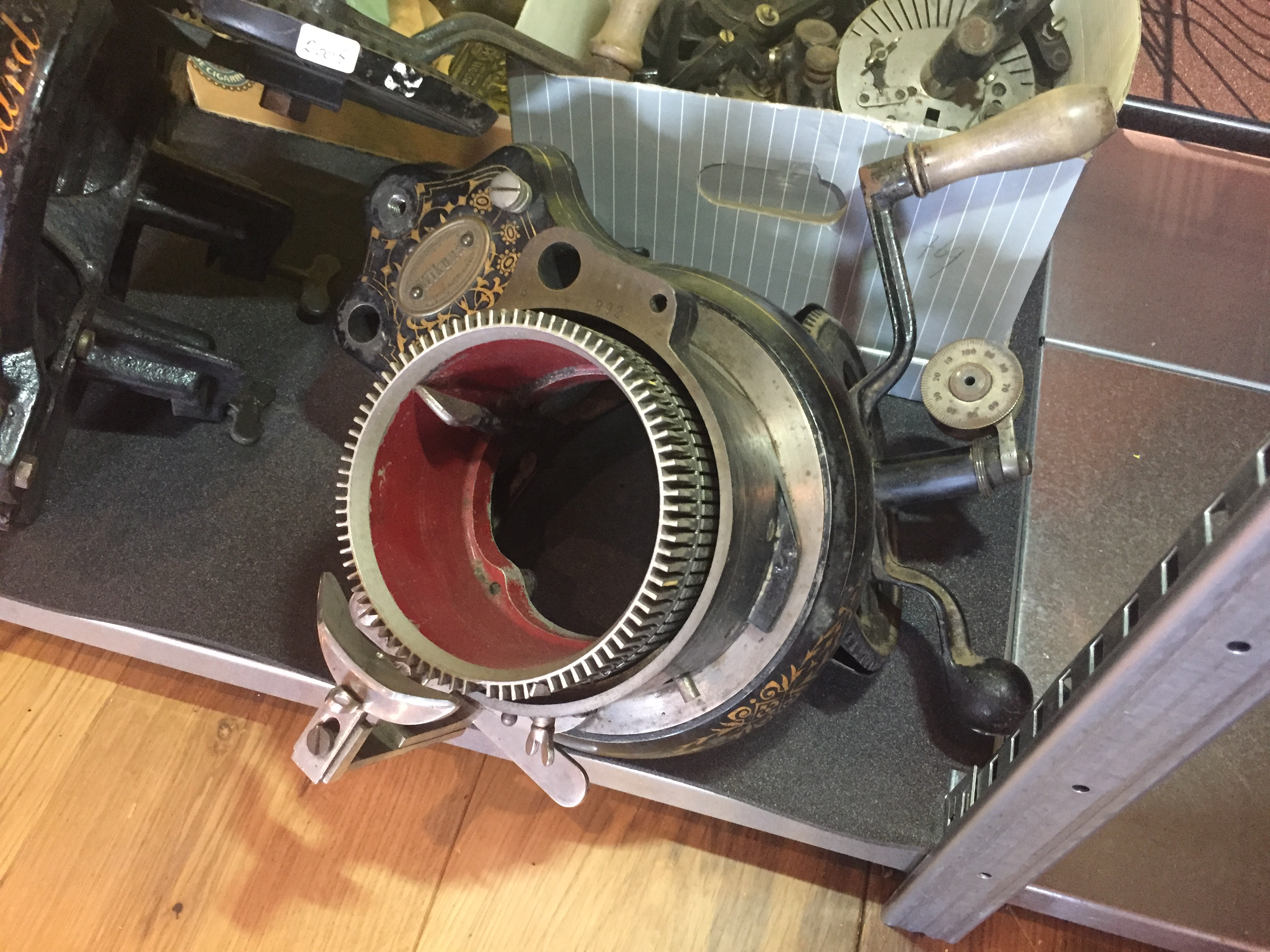
Rondbreimachine voor thuiswerk

Ook kan met een machine worden rondgebreid. Naast fabrieksmatig was het ook mogelijk om dat als thuiswerk te doen.

## Geschiedenis
Oorspronkelijk werd rondbreien met vier of vijf breinaalden gedaan, die allen aan beide zijden een punt hadden. Normale breinaalden hebben aan het uiteinde een knop. Later is een specifieke rondbreinaald ontwikkeld die bestaat uit twee korte breinaalden die met een flexibel gedeelte aan elkaar verbonden zijn. Om met specifieke rondbreinaalden bijvoorbeeld sokken of handschoenen te breien, heb je twee rondbreinaalden of 1 rondbreinaald met een extra lang flexibel middengedeelte nodig. Met één rondbreinaald kan ook gewoon recht gebreid worden zoals op twee traditionele breinaalden met kop. Dit wordt vooral gedaan wanneer een breiwerk uit heel veel steken bestaat zoals bij grote sjaals of dekens. Deze steken kunnen dan op het flexibele gedeelte van de rondbreinaald verzameld worden.   

## Afbeeldingen

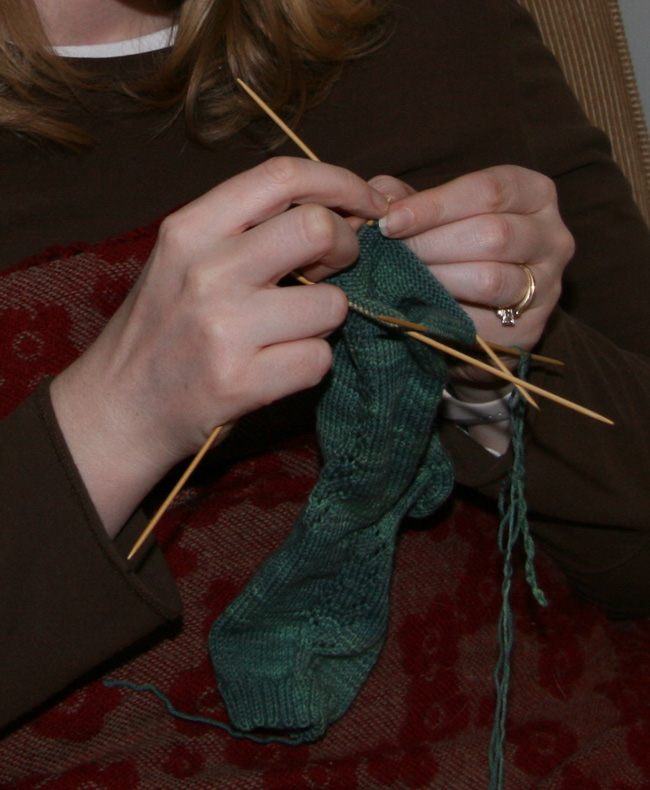
Een sok breien met vier naalden
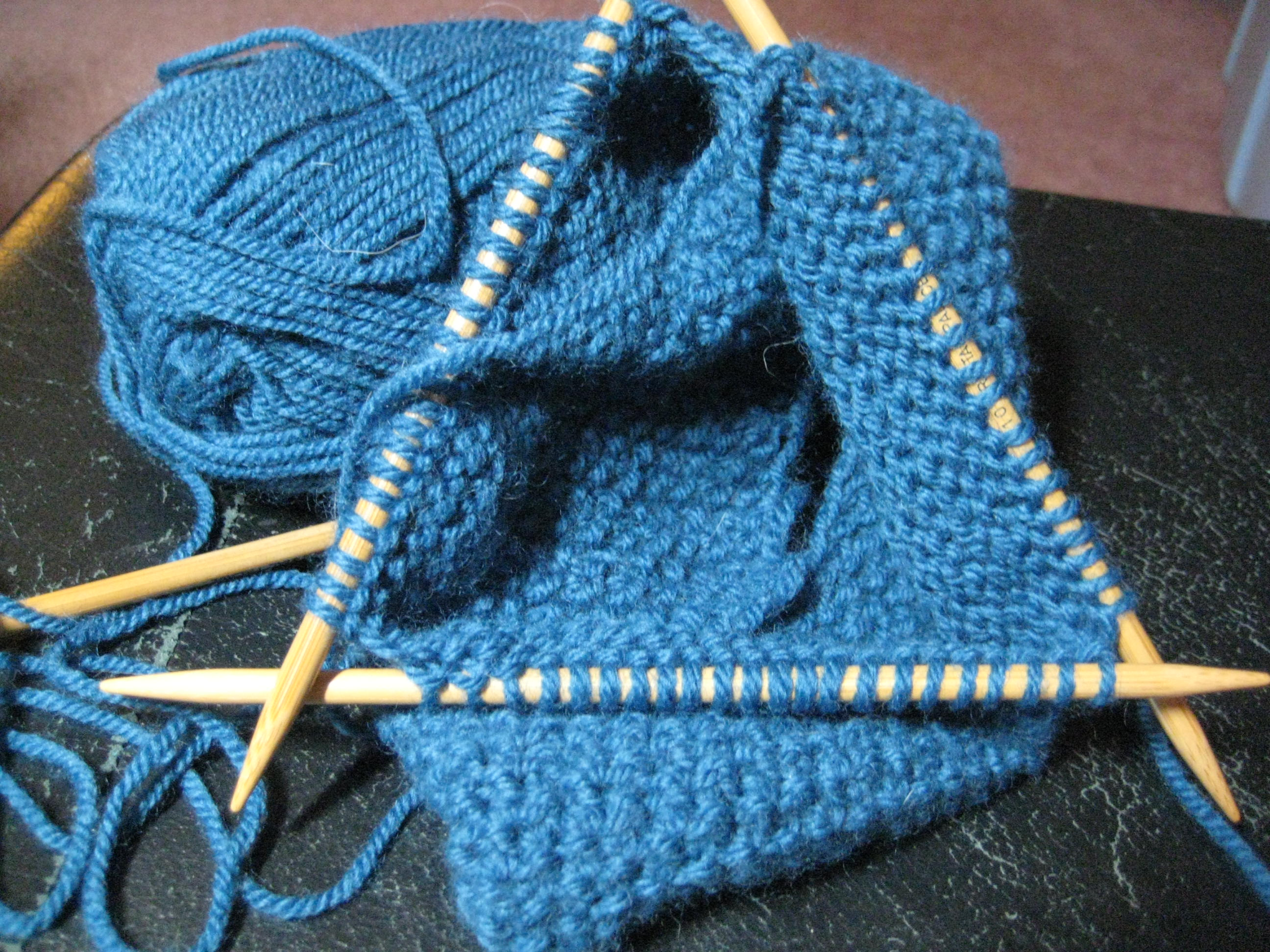
Detail van drie naalden en rondgebreid werkstuk
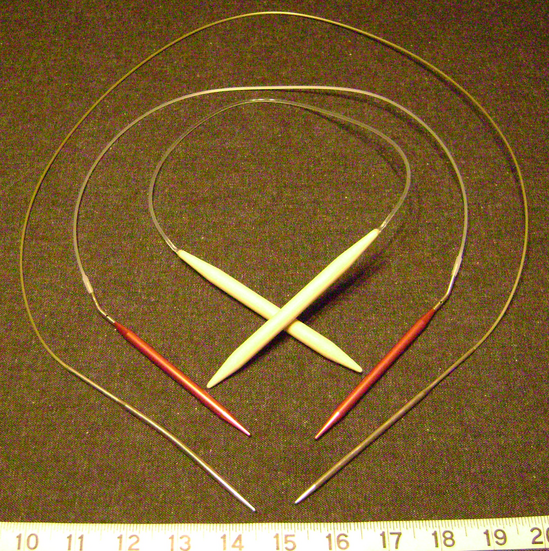
Drie rondbreinaalden van verschillende dikte
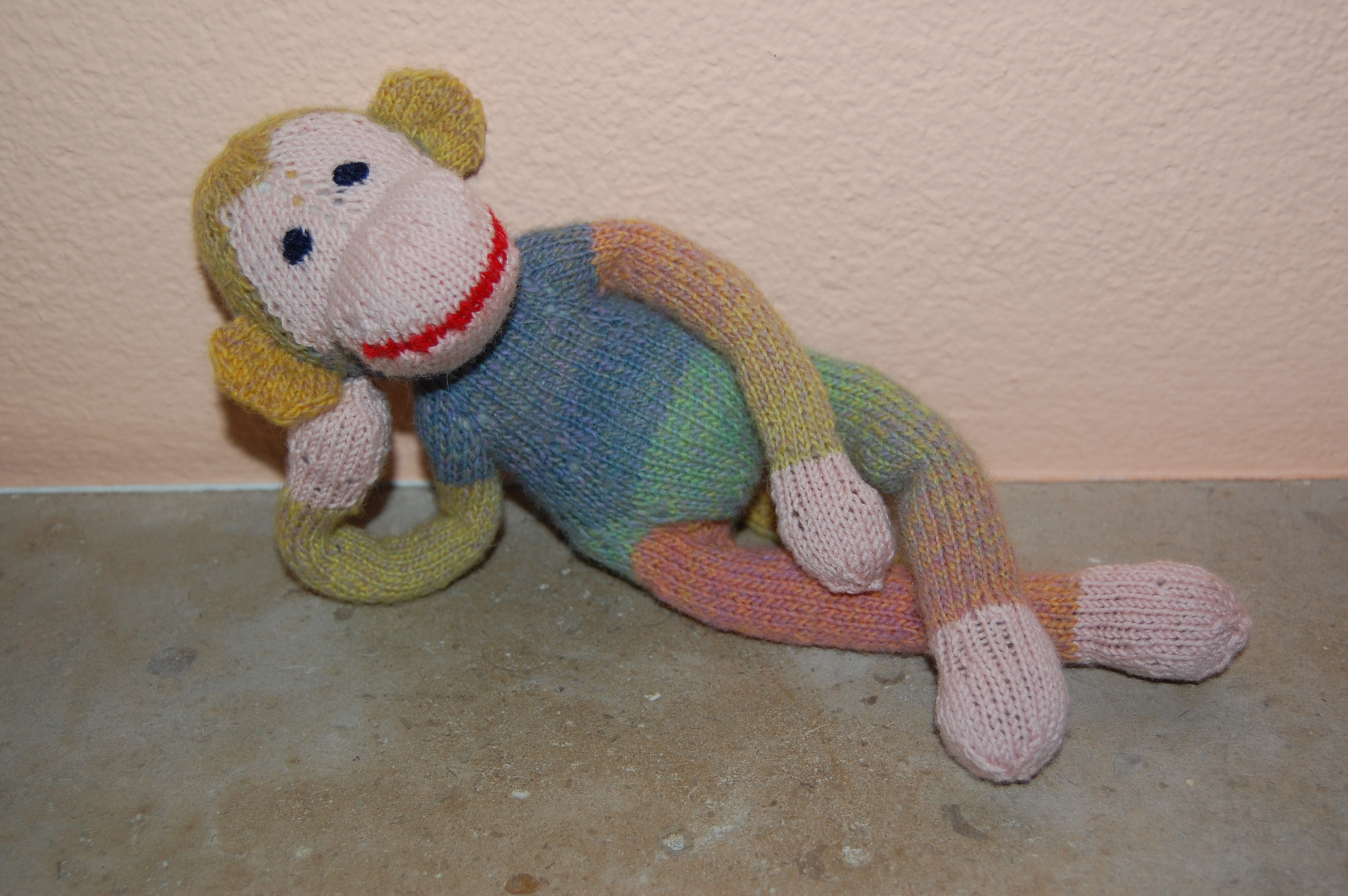
Een speelgoedaap gebreid met de rondbreitechniek

## Bron
- Eerste versie op 16 maart 2016 deels vertaald vanaf Circular knitting